# Gouvernement Lanza
Royaume d'Italie
Menabrea III Minghetti II

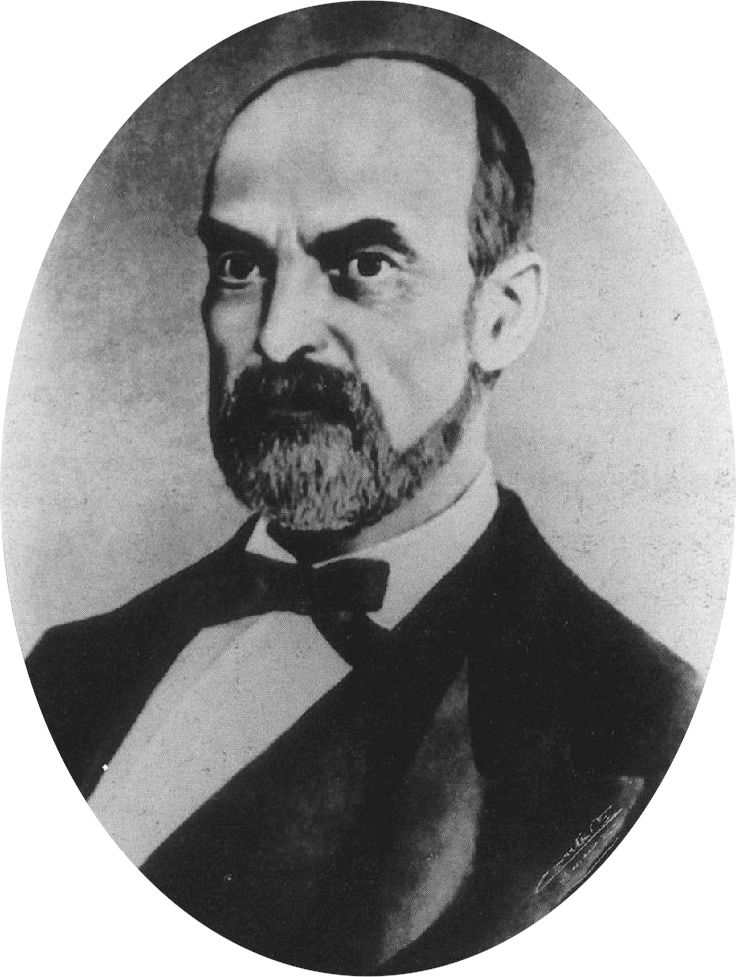
Le 14 décembre 1869, Giovanni Lanza succède au général Menabrea
comme Président du Conseil du Royaume d'Italie

Le gouvernement Lanza (Governo Lanza, en italien) est le gouvernement du royaume d'Italie entre le 14 décembre 1869 et le 10 juillet 1873, durant la XIe législature.

## Composition
Composition du gouvernement
- Droite historique

### Président du conseil des ministres
Giovanni Lanza